# Championnat du Cambodge de football 2010
Navigation
Saison précédente Saison suivante
La saison 2010 du Championnat du Cambodge de football est la vingt-sixième édition du championnat national de première division au Cambodge. Les dix meilleurs clubs du pays sont regroupés au sein d'une poule unique et s'affrontent deux fois au cours de la compétition, à domicile et à l'extérieur. En fin de saison, les quatre premiers du classement jouent la phase finale pour le titre tandis que les deux derniers sont relégués et remplacés par les deux meilleurs clubs de deuxième division.
C'est le club de Phnom Penh Crown qui remporte la compétition cette saison après avoir battu Preah Khan Reach lors de la finale nationale. C'est le troisième titre de champion du Cambodge de l'histoire du club.

## Les clubs participants
| - Build Bright United - Khemara Keila FC - Prek Pra Keila - Promu de D2 - Nagacorp FC - Preah Khan Reach | - Kirivong Sok Sen Chey - Chhma Khmao Svay Rieng - Promu de D2 - Wat Phnom FC - Phnom Penh Crown - National Defense Ministry FC |

## Compétition

### Classement
Le classement est établi sur le barème de points classique (victoire à 3 points, match nul à 1, défaite à 0).
Pour départager les égalités, on tient d'abord compte de la différence de buts générale, puis du nombre de buts marqués, puis des confrontations directes
| Rang | Équipe                        | Pts | J  | G  | N | P  | Bp | Bc | Diff |
| ---- | ----------------------------- | --- | -- | -- | - | -- | -- | -- | ---- |
| 1    | Nagacorp FCT                  | 43  | 18 | 13 | 4 | 1  | 52 | 22 | +30  |
| 2    | Build Bright United           | 39  | 18 | 12 | 3 | 3  | 50 | 21 | +29  |
| 3    | Preah Khan Reach              | 38  | 18 | 12 | 2 | 4  | 54 | 26 | +28  |
| 4    | Phnom Penh Crown              | 36  | 18 | 10 | 6 | 2  | 56 | 22 | +34  |
| 5    | Kirivong Sok Sen Chey         | 33  | 18 | 11 | 0 | 7  | 46 | 22 | +24  |
| 6    | National Defense Ministry FCC | 22  | 18 | 6  | 4 | 8  | 39 | 28 | +11  |
| 7    | Khemara Keila FC              | 18  | 18 | 5  | 3 | 10 | 30 | 45 | -15  |
| 8    | Prek Pra KeilaP               | 12  | 18 | 3  | 3 | 12 | 26 | 52 | -26  |
| 9    | Wat Phnom FC                  | 11  | 18 | 3  | 2 | 13 | 28 | 67 | -39  |
| 10   | Chhma Khmao Svay RiengP       | 4   | 18 | 1  | 1 | 16 | 18 | 94 | -76  |

|  | Qualification pour la phase finale                                                       |
|  | Relégation directe en deuxième division                                                  |
|  | T : Tenant du titre C : Vainqueur de la Coupe du Cambodge P : Promu de deuxième division |

### Phase finale

#### Demi-finales
| 14 août 2010 | Preah Khan Reach                           | 2 - 1 | Build Bright United  |  |  |
|              | Devide Njoku 2e · Nhim Sovannara 41e (csc) |       | 42e Chhun Sothearath |  |  |

| 15 août 2010 | Phnom Penh Crown                                               | 4 - 2 | Nagacorp FC                                    |  |  |
|              | Uche Prince Justine 21e · Sun Sopanha 23e, 88e · Sok Pheng 40e |       | 50e Joseph Oyewole · 55e (pen.) Sun Sovanrithy |  |  |

#### Finale
| 21 août 2010 | Phnom Penh Crown                                        | 4 - 3 | Preah Khan Reach                                    | Stade olympique, Phnom Penh |                      |
|              | Keo Songan 17e, 88e · Srey Veasna 53e · Hong Makara 81e |       | 7e Khuon Laboravy · 33e Tum Saray · 90e Sam El Nasa | Spectateurs : 10 000        | Spectateurs : 10 000 |

## Bilan de la saison
| Championnat du Cambodge de football 2010                             |                              |
| Champion                                                             | Phnom Penh Empire (3e titre) |
| Coupes et trophées                                                   |                              |
| Vainqueur de la Coupe du Cambodge 2010                               | National Defense Ministry FC |
| Qualifications continentales                                         |                              |
| Coupe du président de l'AFC 2011                                     | Phnom Penh Empire            |
| Promotions et relégations                                            |                              |
| Promus en Championnat du Cambodge de football                        | Rithy Sen                    |
| Promus en Championnat du Cambodge de football                        | Police Commissary FC         |
| Relégués en Championnat du Cambodge de football de deuxième division | Wat Phnom FC                 |
| Relégués en Championnat du Cambodge de football de deuxième division | Chhma Khmao Svay Rieng       |